# Adalberta Marcuccetti
Adalberta Marcuccetti est une coureuse cycliste italienne. Elle a participé à plusieurs reprises aux mondiaux sur route, terminant 45e en 1978, 25e en 1979, 22e en 1980, 36e en 1981 et 48e en 1982.

## Palmarès sur route
- 1977
  - 3e du championnat d'Italie sur route
- 1981
  - 3e du championnat d'Italie sur route
- 1982
  - 3e du championnat d'Italie sur route
- 1983
  - 2e du championnat d'Italie sur route
- 1984
  - 3e du championnat d'Italie sur route

## Palmarès sur piste

### Championnats nationaux
- 1978
  - 3e de la vitesse
  - 3e de la poursuite